# 伊莫金·坎宁安
伊莫金·坎宁安（英語：Imogen Cunningham，1883年4月12日—1976年6月24日），是著名的美国摄影师，f/64的成员之一，以其人像和花卉摄影而闻名。

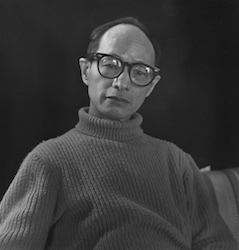
坎宁安拍摄的肖像照

## 早年
坎宁安出生于美国俄勒冈州的波特兰市，她的摄影生涯开始于18岁。那一年她正在华盛顿大学学习化学课程，通过一个函授摄影课程，她走上了摄影这条道路。1906年她获得了第一台属于她自己的照相机并拍下了自己的裸体照，她的父亲还为她在后院内搭建了一个木头暗房。得益于大学期间学习的化学知识，毕业后她开始学习白金印象法。接着她又漂洋过海，师从德国化学家罗伯特·路德（Robert Luther）学习了更多摄影方面的化学。

## 摄影师生涯
1910年她重返国内，在西雅图开设了一家属于她自己的工作室。在那个女性解放运动尚未开始的年代，这是非常罕见的举动。坎宁安鼓励其它女性加入自己，她还撰写过一篇关于女性从事摄影行业的文章。1914年她甚至还在布鲁克林科学与艺术博物馆开办了第一个作品展。1917年，坎宁安同她的艺术家丈夫以及三个儿子一同搬家前往旧金山,在那里她遇见了爱德华·韦斯顿等摄影师、艺术家。由于她的丈夫要去教书，三个孩子也还需要照顾，坎宁安没有在旧金山开设工作室。这一时期她更加注重利用光影效果构成抽象的画面，其很多作品都与生活有关，像是树木、动物园中的斑马和花园中的花草，1925年坎宁安拍摄的《木兰花》在日后拍卖出了25万美元的价格。1934年，坎宁安同韦斯顿、安塞尔·亚当斯等人创建了f/64摄影团体，这个团体致力于将摄影发展为一种艺术形式。1934年，在为名利场拍摄了几张玛莎·葛兰姆的舞蹈照片后，这家杂志社雇佣了她。此后，她作为名利场的摄影记者拍摄了许多著名政客、艺人的肖像照。不过他的丈夫也在不久之后和她离了婚，1946年之后坎宁安在旧金山的加州大学美术学院（California School of Fine Arts）教授了两年摄影，之后她开设了一个家庭式工作室。60年代中她通过展览获得了更高的声望，还尝试过使用拍立得照相机进行摄影创作。1964年她当选为美国摄影师协会的会员，三年后又成为美国艺术科学院院士，同年她还出版了她的第一本书籍。1976年6月24日，93岁的坎宁安在旧金山逝世，其最后一本书《九十之后》（After Ninety）尚未完成。